# Szlak rowerowy Greenways Kraków – Morawy – Wiedeń
Szlak rowerowy Greenways Kraków – Morawy – Wiedeń – międzynarodowy szlak dziedzictwa przyrodniczo-kulturowego tworzony w oparciu o sieć tras rowerowych, pieszych, wodnych, konnych oraz edukacyjnych ścieżek tematycznych. Główną jego osią jest 780-kilometrowa trasa rowerowa, która łączy zabytkowe miasta i miasteczka, a także cenne przyrodniczo, krajobrazowo i kulturowo tereny wiejskie.
Biegnie od Wyżyny Krakowsko-Częstochowskiej, przez Kotlinę Oświęcimską, Pogórze Śląskie i Beskid Śląski, szlak przechodzi dalej przez Pogórze Morawsko-Śląskie po czym przedostaje się na Morawy Południowe, gdzie pośród winnic dociera do Dolnej Austrii. Zielony szlak Kraków – Morawy – Wiedeń stanie się w przyszłości najdłuższą aleją drzew w Europie. Z okazji Środkowoeuropejskiego Dnia Drzewa (20 października) w roku 2003 posadzono pierwsze 2000 drzew, a w roku 2004 kolejne 2500 sadzonek. W październiku 2007 roku Fundacja Aeris Futuro posadziła na małopolskiej części szlaku kolejne 90 drzew.
W lipcu 2004 w Alwerni miało miejsce uroczyste otwarcie głównej nitki szlaku biegnącego z Krakowa, przez Morawy, do Wiednia.
Szlak jest oznakowany na całej długości od Krakowa do Wiednia. Główna nitka ma logo koloru zielonego, nitki boczne zaś koloru ciemnoniebieskiego. 
Przebieg szlaku na mapie jest dostępny tutaj: 
We wrześniu 2014 roku zamknięto kładkę na Wiśle w Gromcu, po której przebiegał szlak.
Przejścia graniczne na trasie:
- Bukowiec – Jasnowice
- Czeski Cieszyn – Cieszyn
- Hevlín – Laa an der Thaya

## Przebieg szlaku na terenie Polski
Kraków (Wawel) – Kryspinów – Cholerzyn – Mników – Baczyn – lasy tenczyńskie – Rudno – Grojec – Alwernia – Wygiełzów – Mętków – Gromiec – Dwory – Oświęcim – Brzezinka – Harmęże (most na Wiśle) – Wola – Miedźna – Pszczyna – Goczałkowice Zdrój – Czechowice-Dziedzice – Zabrzeg – Landek – Mazańcowice – Bielsko-Biała – Jaworze – Górki Wielkie – Ustroń (Nierodzim) – rozdwojenie szlaku na dwie nitki:
- nitka górska: Ustroń – Wisła – Istebna – Jasnowice (przejście graniczne)
- nitka nizinna: Skoczów – Goleszów – Dzięgielów – Cieszyn (przejście graniczne na Moście Przyjaźni)

Na odcinku Pszczyna – Kraków szlak pokrywa się z przebiegiem trasy EuroVelo 4  (R-4).
Długość szlaku w Polsce: 258 km + 50 km (pętla lokalna)

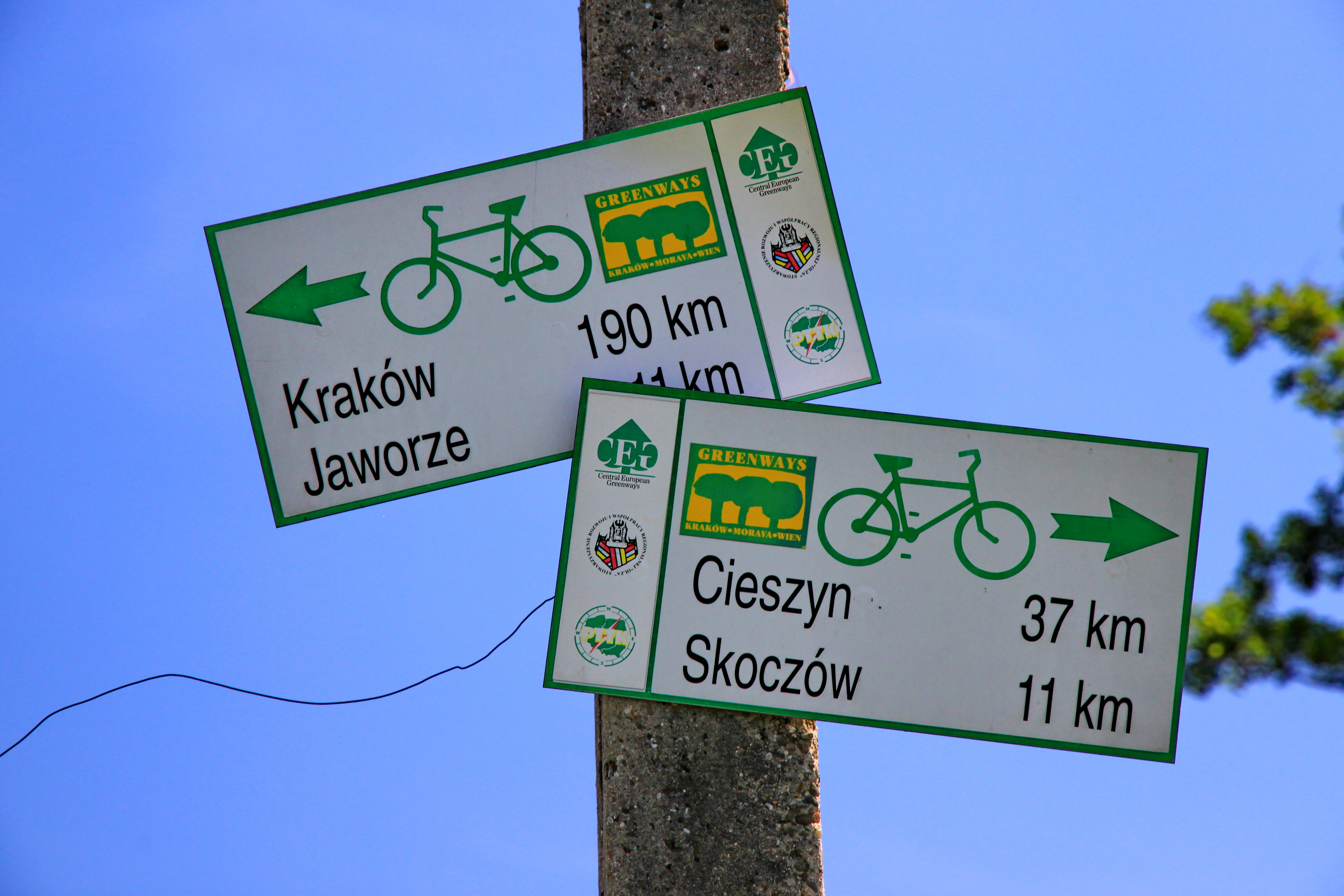
Tablice trasy Greenways K-M-W w Górkach Wielkich w gminie Brenna
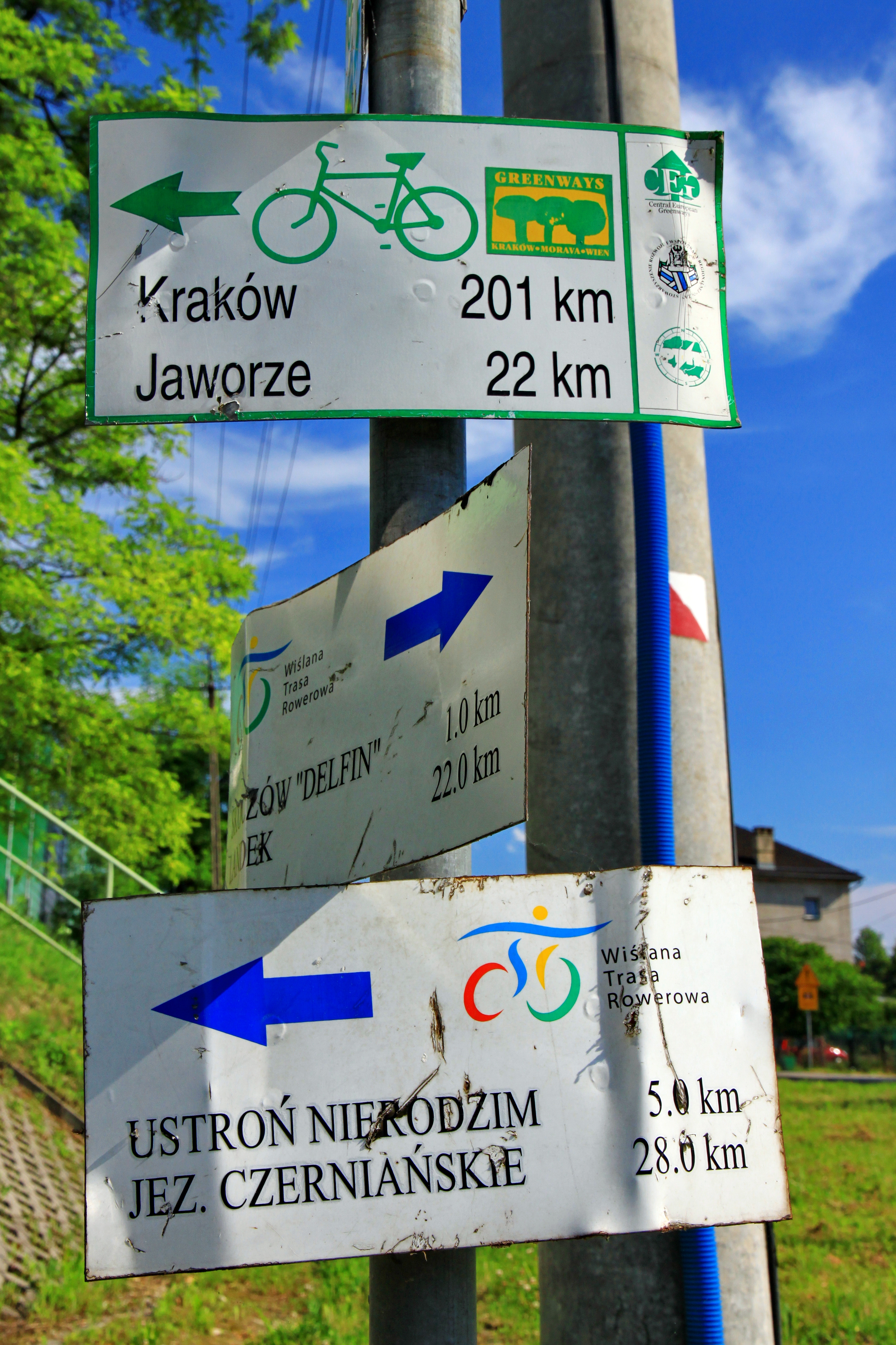
Tablice trasy Greenways K-M-W w Skoczowie
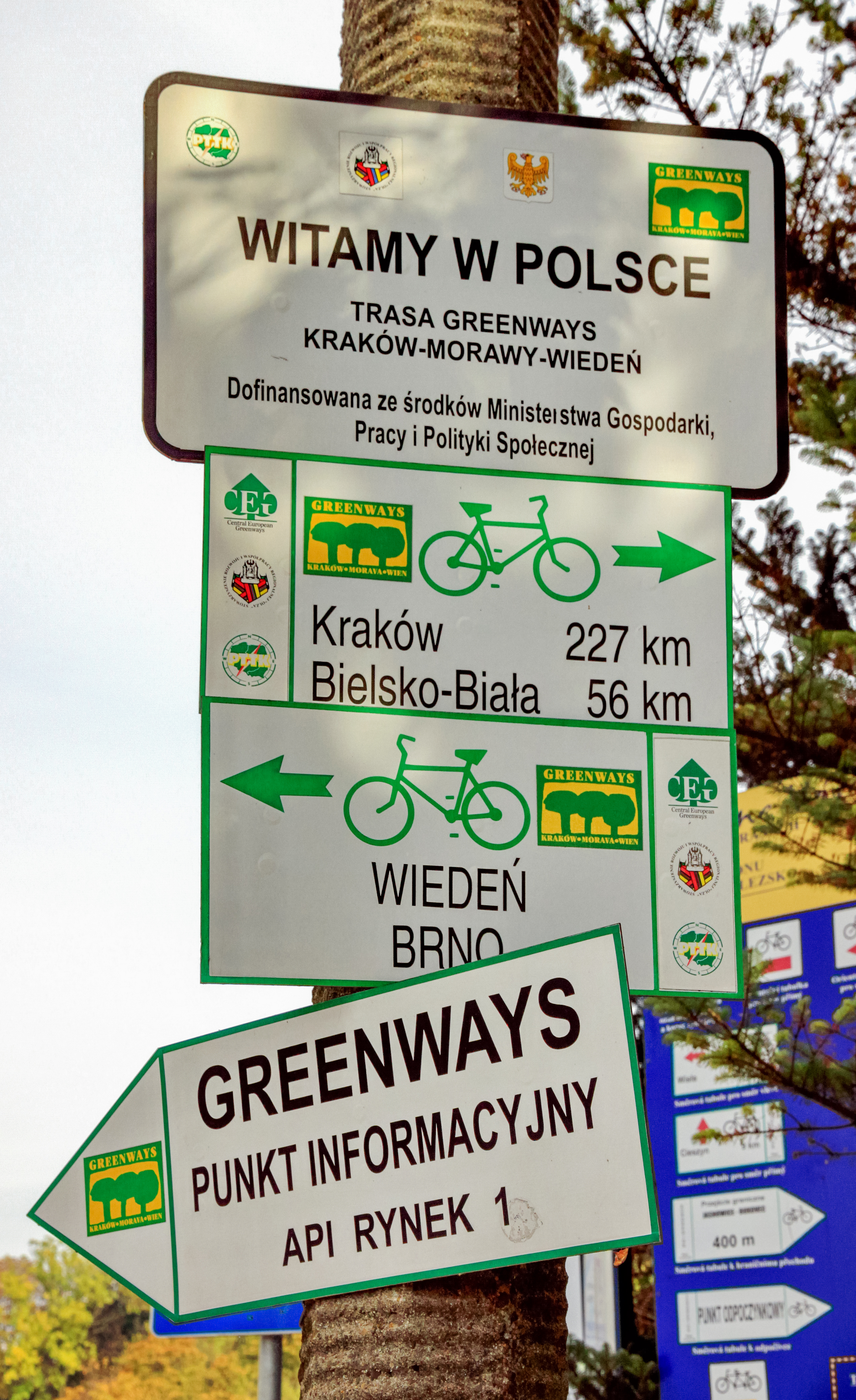
Pierwsze tablice po stronie polskiej trasy Greenways K-M-W w Cieszynie, za mostem Wolności
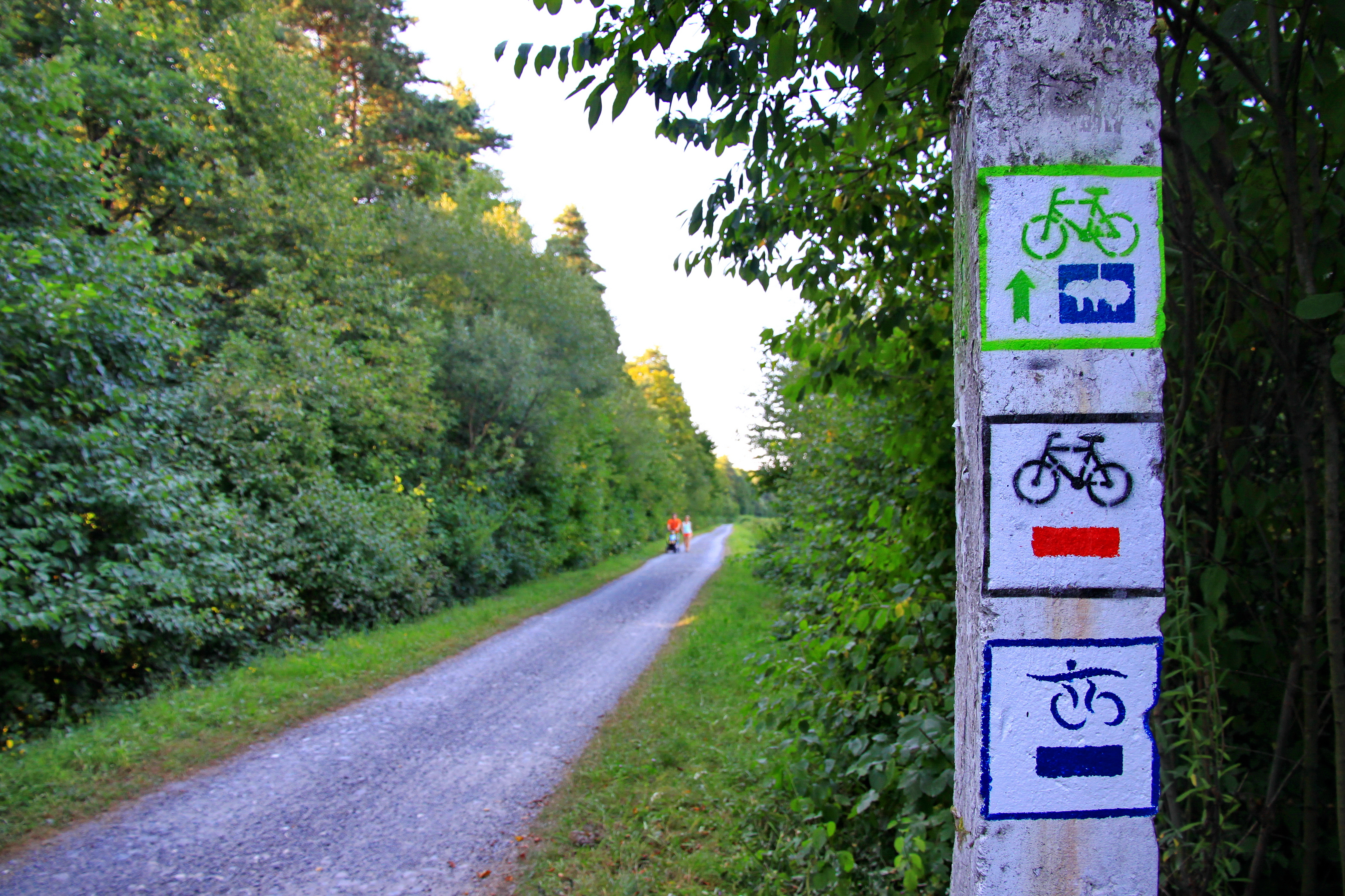
Malowania trasy Greenways K-M-W (nitki górskiej) w Ustroniu-Nierodzimiu
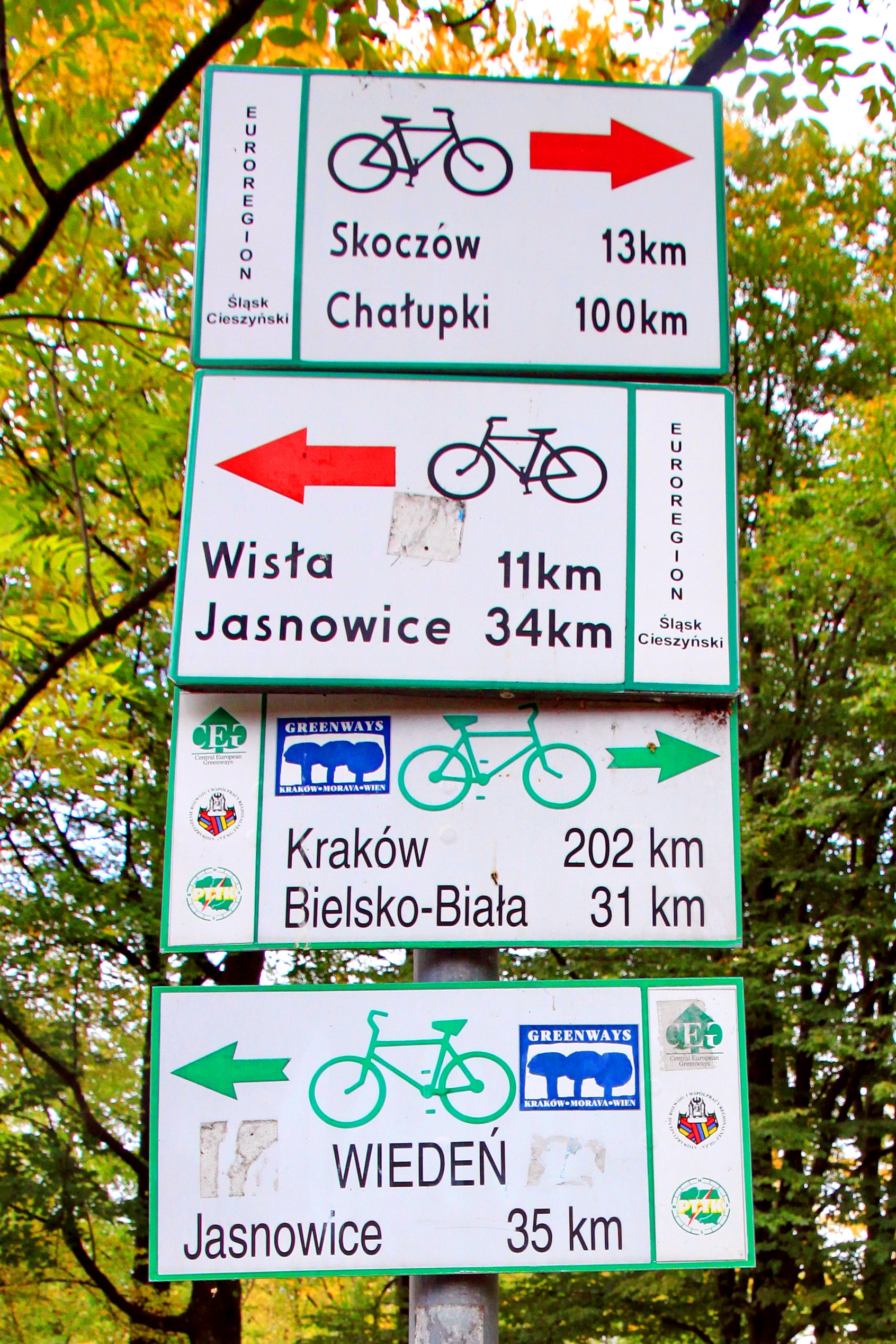
Tablice trasy Greenways K-M-W (nitki górskiej) w Ustroniu, na ul. Legionów.
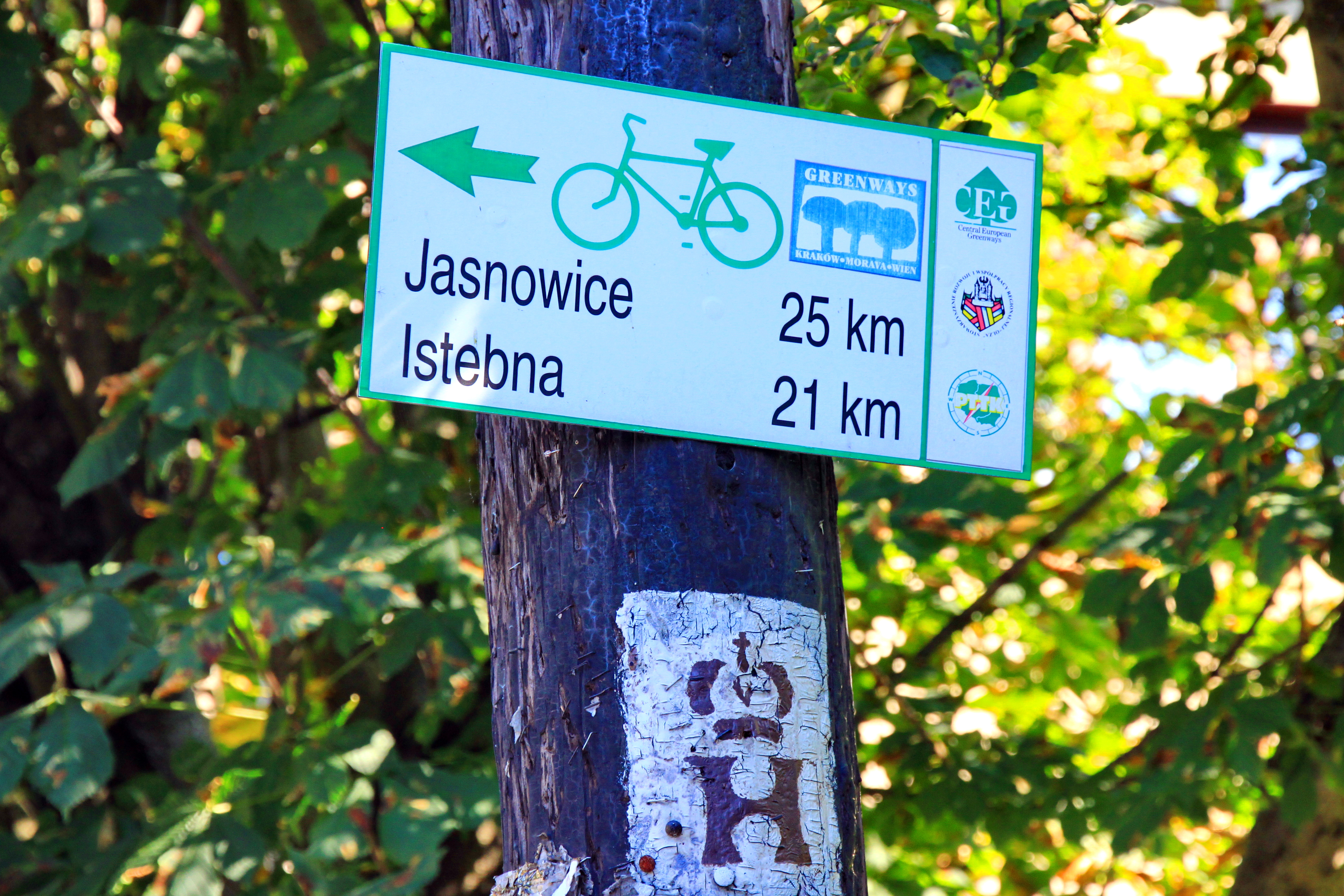
Tablica trasy Greenways K-M-W (nitki górskiej) w Wiśle-Centrum
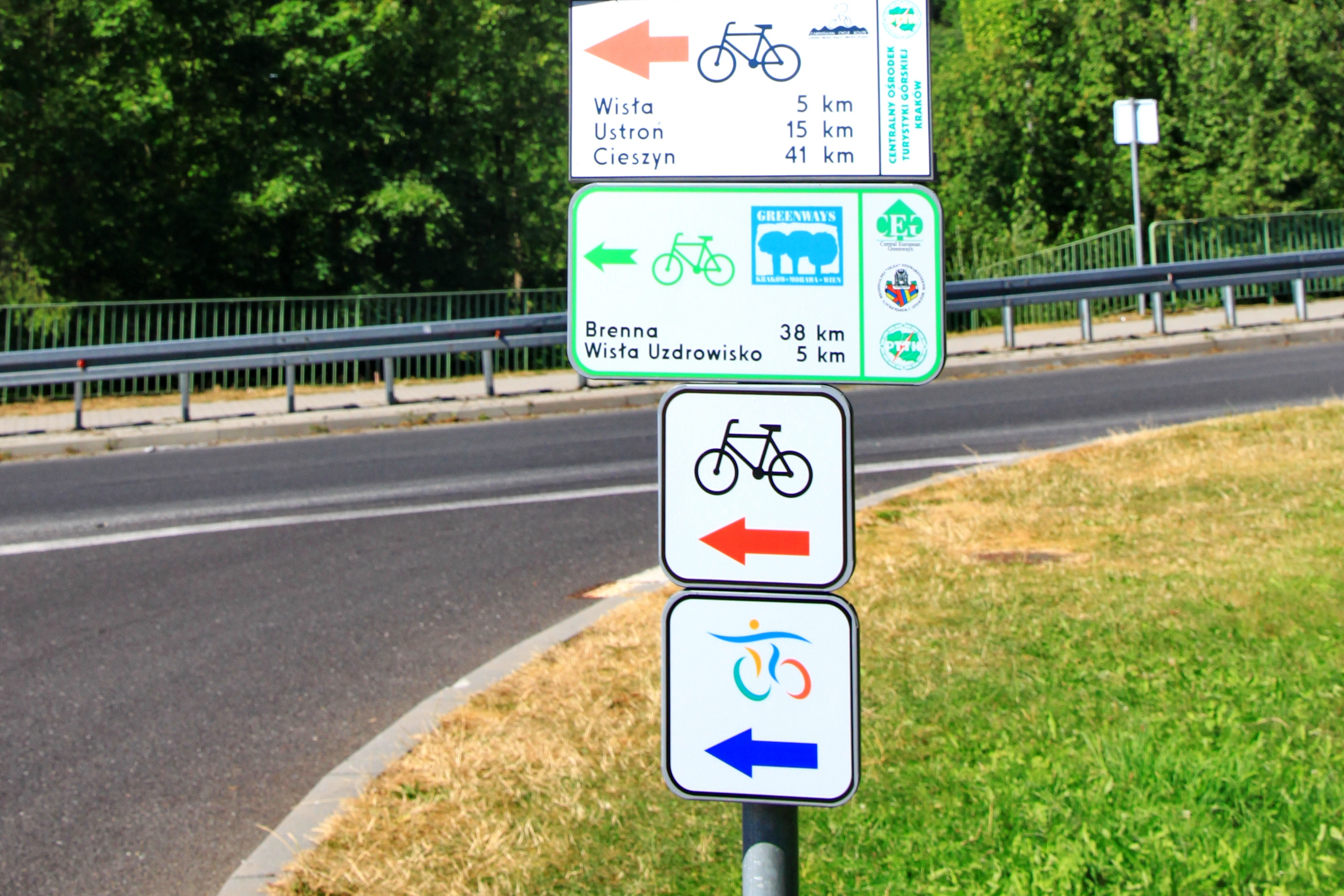
Tablica trasy Greenways K-M-W (nitki górskiej) w Wiśle-Głębce
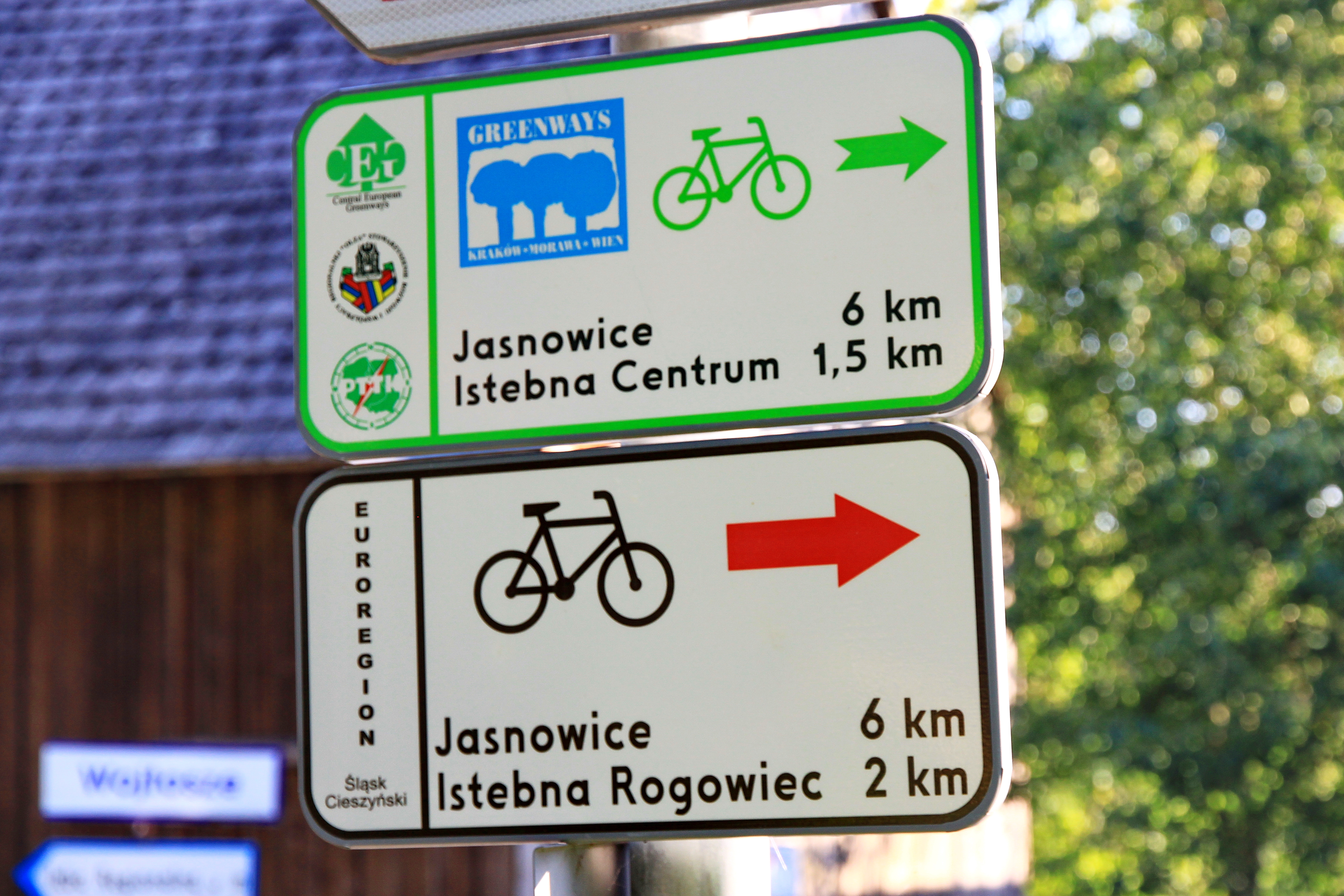
Tablica trasy Greenways K-M-W (nitki górskiej) w Istebnej
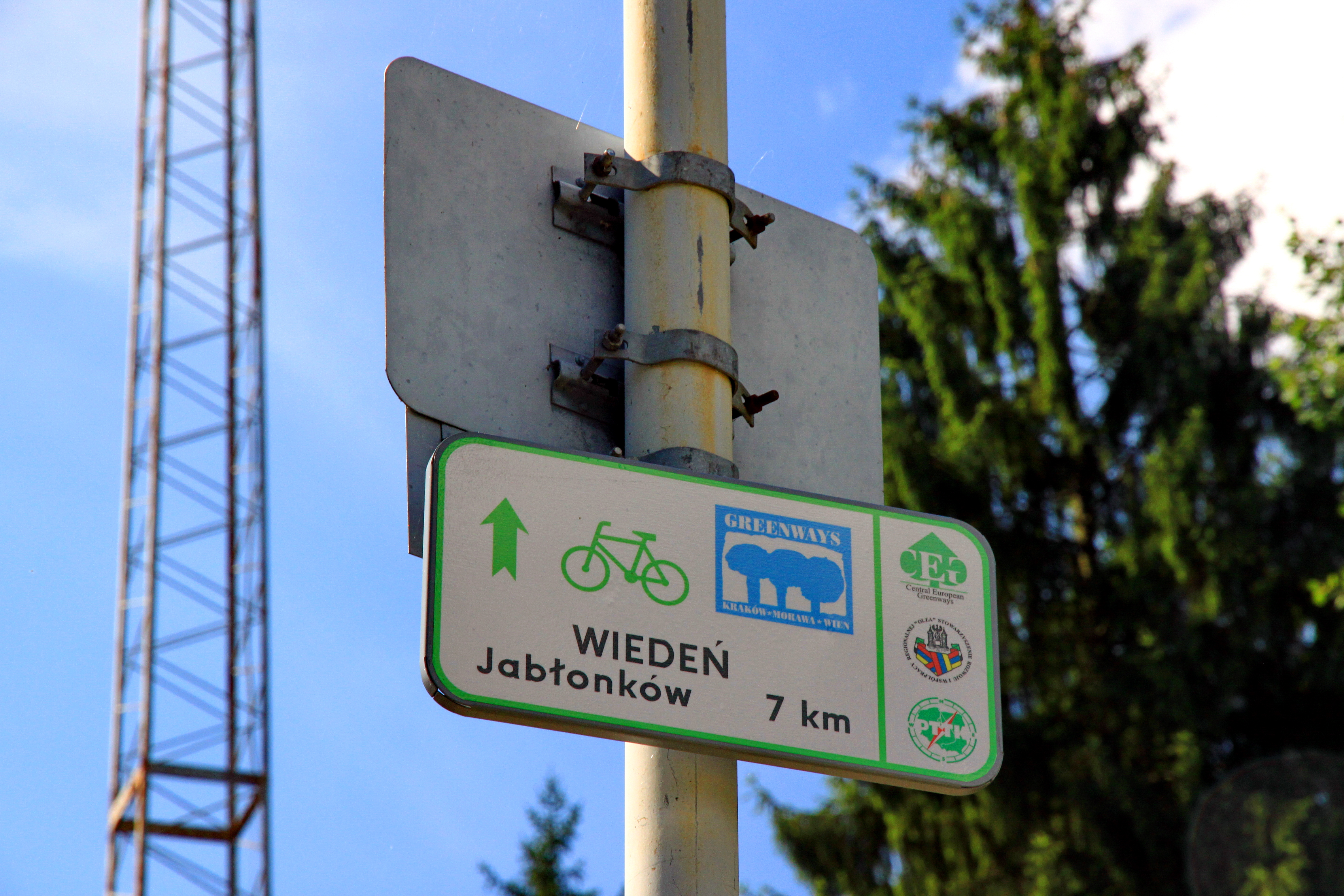
Ostatnia tabliczka po stronie polskiej trasy Greenways K-M-W (nitki górskiej) w Istebnej-Jasnowicach, zaraz przed byłem przejściem granicznym

## Przebieg szlaku na terenie Czech
Czeski Cieszyn (centrum – Mosty – Koniaków) – Domasłowice Dolne – Domasłowice Górne – Kamenite (Tu od wschodu dochodzi tzw. nitka górska A) – Raszkowice – Janovice – Prżno – Hodoňovice – Palkovice – Myslík – Kozlovice – Hukvaldy (Za tą miejscowością odchodzi na północ trasa boczna B ) – Větřkovice – Huškovec – Příbor – Kopřivnice – Štramberk – Rybí – Nowy Jiczyn – Loučka - Stary Jiczyn (Dalszy przebieg trasy częściowo pokrywa się z czeską krajową trasą nr 5 do Brna. Pomiędzy miejscowościami Plumov a Adamov, istnieją różnice przebiegu trasy według map, a znakami w terenie) – Starojická Lhotka – Palačov – Poruba – Hustopeče nad Bečvou – Němetice – Zámrsky – Skalička – Ústi – Teplice nad Bečvou – Týn nad Bečvou (Tu od wschodu dochodzi trasa boczna B mająca początek w Hukvaldach) – Lipník nad Bečvou – Osek nad Bečvou – Tršice (Na południe odchodzi boczna trasa C) – Ołomuniec – Nedvĕzí – Olšany u Prostějova – Prościejów – Mostkovice – Plumlov – Niva – Vysočany - Sloup – Skalní mlýn – Blansko – Adamov – Bílovice nad Svitavou – Brno (Dalszy przebieg trasy częściowo pokrywa się z czeską krajową trasą nr 4) – Rebešovice – Rajhradice – Opatovice – Židlochovice – Žabčice – Vranowice – Brod nad Dyji – Nový Přerov – Hevlín – (przejście graniczne) Przed przejściem granicznym kończy się wyraźne oznakowanie GREENWAYS Krakov-Morava-Vídeň.
Boczne trasy:
- „A” – nitka górska przez Śląsk Cieszyński. Początek trasy za Ustroniem - Bukowiec – Piosek – Jabłonków – Bocanovice – Milików – Guty – Rzeka – Śmiłowice – Ligotka Kameralna – Kamenite
- „B” – Początek trasy za miejscowością Hukvaldy – Hájov – Kareřice – Trnávka – Stará Ves nad Ondřejnicí – Košatka – Petřvaldik – Albrechtičky – Nová Horka – Bartošovice – Kunín – Bernartice nad Odrou – Hurka – Jeseník nad Odrou – Dub – Heřmanice – Hranické Loučky – Špičky – Hranice – Týn nad Bečvou
- „C” – Tršice – Tovačov – Kromĕříž – Napajedla – Uherské Hradištĕ – Bzenec – Hodonín – Brzecław – Mikulov – Nový Přerov

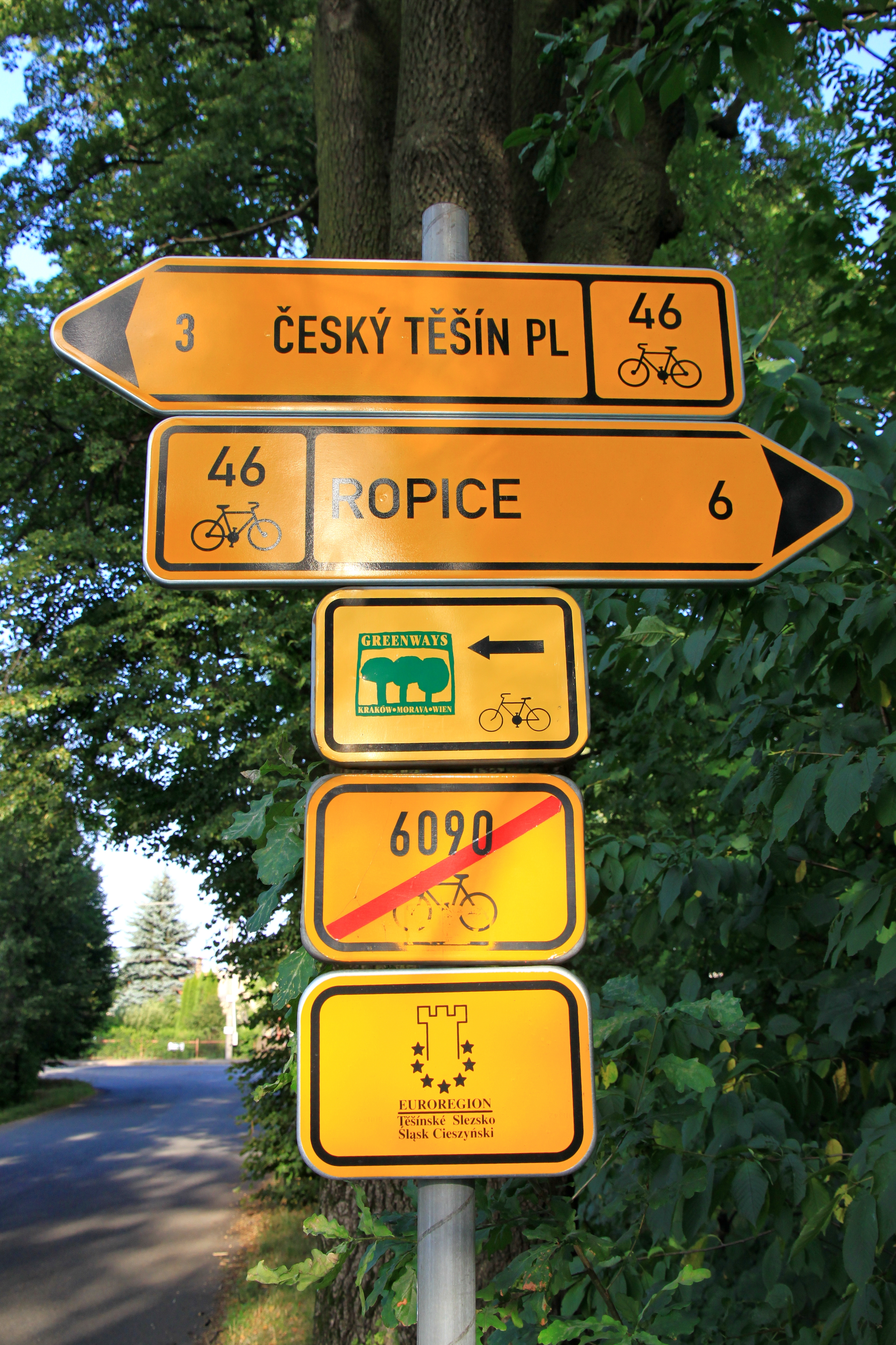
Oznakowanie trasy Greenways K-M-W w Czeskim Cieszynie
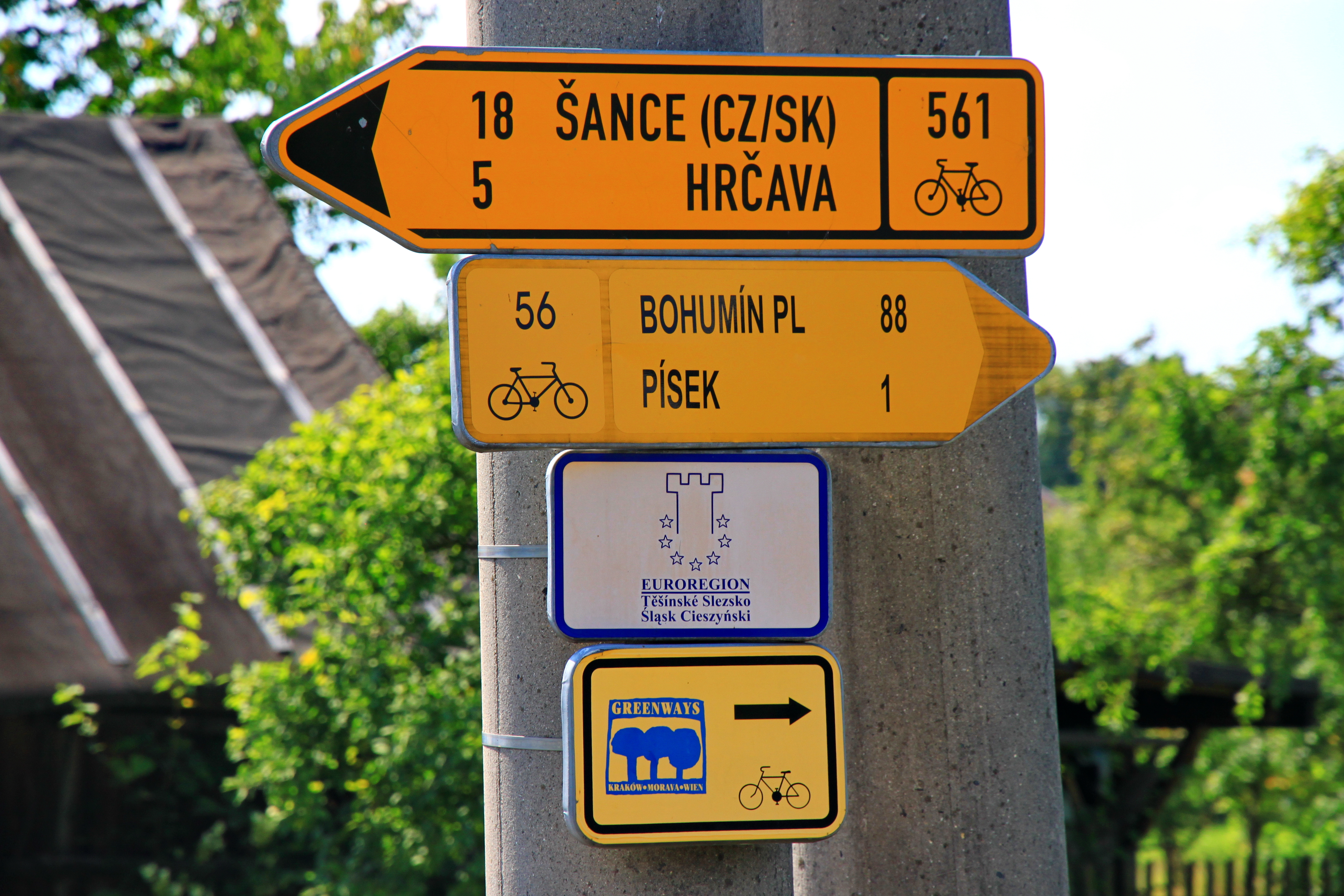
Oznakowanie trasy Greenways K-M-W (nitki górskiej) w Bukowcu
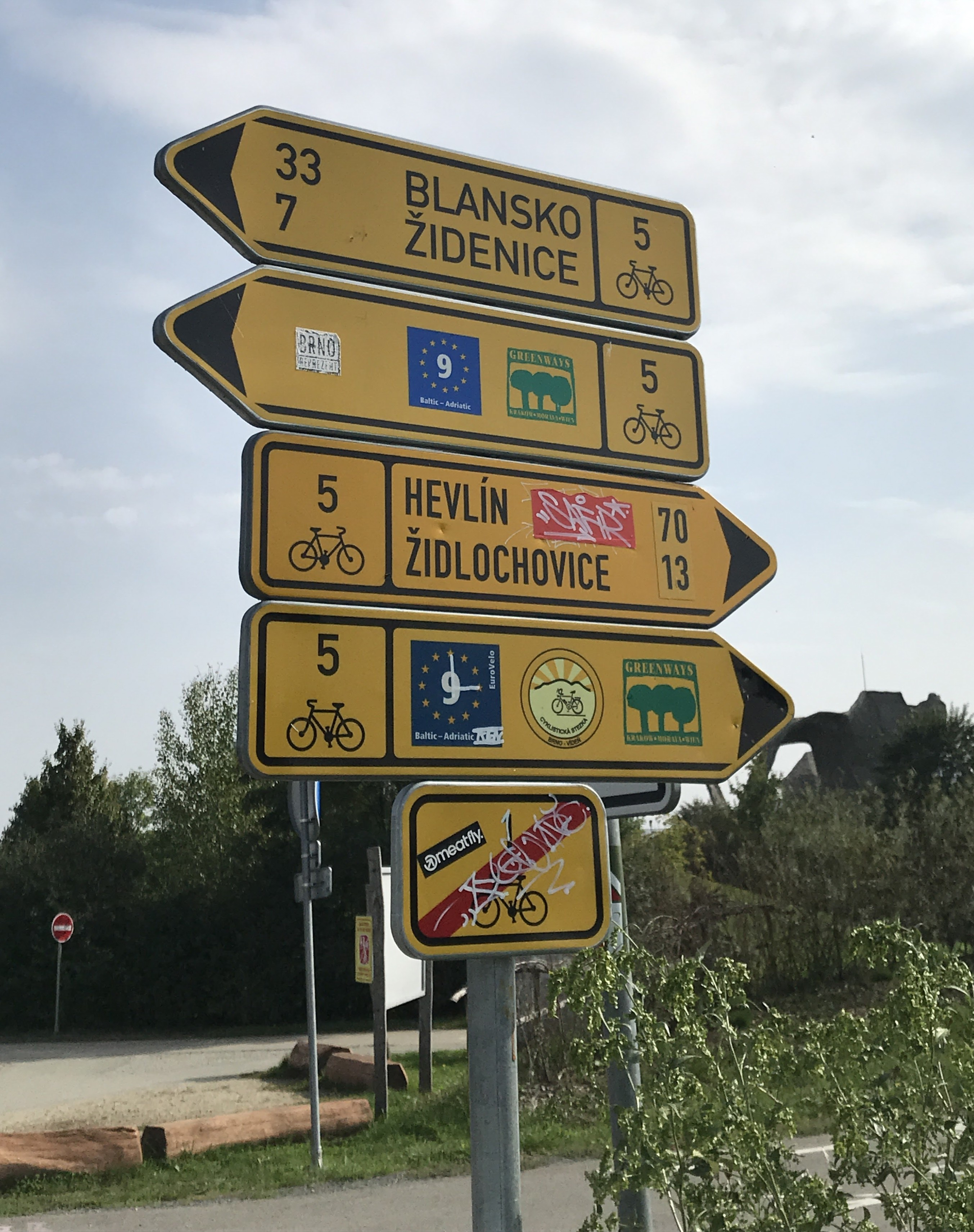
Oznakowanie trasy Greenways K-M-W w Brnie

## Przebieg szlaku na terenie Austrii
Laa an der Thaya (od tego miasta trasą EuroVelo 13 aż do Ottenthal) – Neudorf - Wildendürnbach – Pottenhofen – Ottenthal (od tego miasta trasą Veltliner-Radweg aż do miasta Poysdorf, przed nim zaś dołącza trasa Greenways Praga-Wiedeń z którą wspólnie jedziemy do samego końca) – Falkenstein – Poysbrunn – Poysdorf (od tego miasta trasą nr 91 aż do Ebersdorf and der Zaya) – Walterskirchen – Ebersdorf and der Zaya (zaraz za tym miastem dołącza trasa EuroVelo 9 z którą wspólnie jedziemy do samego końca) – Bullendorf – Wilfersdorf – Mistelbach – Paasdorf – Ladendorf – Eggersdorf – Herrnleis – Oberkreuzstetten – Hornsburg – Unterolberndorf – Schleinbach – Ulrichkirchen – Wolkersdorf – Obersdorf – Eibesbrunn – Groβebersdorf – Stammersdorf – Wiedeń (Floridsdorf – Brigittenau – Alsergrund – Innere Stadt)
W Austrii brak jest oznakowania trasy „GREENWAYS K-M-W”